# Periscepsia helymus
Periscepsia helymus là một loài ruồi trong họ Tachinidae.